# Kamgræs
Kamgræs (Cynosurus) er en slægt med ca. 90 arter, som er udbredt i Europa og Vestasien. Det er tuedannende græsser med stift oprette blade og endestillede aks uden avner. Ud af de tre arter er kun én vildtvoksende i Danmark.
| Beskrevne arter |

- Almindelig kamgræs (Cynosurus cristatus)
- Pindsvinkamgræs (Cynosurus echinatus)

| Andre arter |

| - Cynosurus aegyptiacus - Cynosurus aegyptius - Cynosurus ara - Cynosurus aristatus - Cynosurus aurasiacus - Cynosurus aureus - Cynosurus balansae - Cynosurus brizoides - Cynosurus caeruleus - Cynosurus callitrichus - Cynosurus capillaceus - Cynosurus capillaris - Cynosurus capitatus - Cynosurus carolinianus - Cynosurus castagnei - Cynosurus cavara - Cynosurus ciliaris - Cynosurus coeruleus - Cynosurus coloratus - Cynosurus coracanus - Cynosurus coromandelianus - Cynosurus creticus - Cynosurus crista-galli - Cynosurus cylindricus - Cynosurus didactylis - Cynosurus distachyos - Cynosurus distichus - Cynosurus domingensis - Cynosurus durus - Cynosurus effusus | - Cynosurus elegans - Cynosurus erroneus - Cynosurus erucaeformis - Cynosurus falcatus - Cynosurus fertilis - Cynosurus filiformis - Cynosurus floccifolius - Cynosurus geniculatus - Cynosurus giganteus - Cynosurus glaber - Cynosurus gracilis - Cynosurus hystrix - Cynosurus indicus - Cynosurus junceus - Cynosurus juncifolius - Cynosurus lagopoides - Cynosurus lima - Cynosurus macara - Cynosurus macrocephalus - Cynosurus magellanicus - Cynosurus microcephalus - Cynosurus monostachyus - Cynosurus multibracteatus - Cynosurus neglectus - Cynosurus obliquatus - Cynosurus ovatus - Cynosurus paniceus - Cynosurus paniculatus - Cynosurus paradoxus - Cynosurus paspaloides | - Cynosurus paui - Cynosurus pectinatus - Cynosurus peltieri - Cynosurus penicillatus - Cynosurus phleoides - Cynosurus polybracteatus - Cynosurus polydactylon - Cynosurus procumbens - Cynosurus pygmaeus - Cynosurus retroflexus - Cynosurus rupestris - Cynosurus scoparius - Cynosurus secundus - Cynosurus sesleria - Cynosurus siculus - Cynosurus sphaerocephalus - Cynosurus spiralis - Cynosurus splendens - Cynosurus tenellus - Cynosurus tenerrimus - Cynosurus ternatus - Cynosurus tristachys - Cynosurus turcomanicus - Cynosurus uniflorus - Cynosurus uniolae - Cynosurus virgatus |